# Meurtre de Peter R. de Vries
Le meurtre de Peter R. de Vries est survenu dans la soirée du 6 juillet 2021 lorsque le journaliste d'investigation et reporter criminel néerlandais Peter R. de Vries a reçu une balle dans la tête après avoir quitté le studio de télévision de RTL Boulevard (en) à Amsterdam où il était apparu en tant qu'invité. Plusieurs balles ont été tirées sur lui dans la Lange Leidsedwarsstraat, près de la Leidseplein, alors qu'il se dirigeait vers sa voiture. Il a été emmené au centre médical universitaire VU (en) dans un état critique. Le même soir, l'hôpital était fortement sécurisé. De Vries est décédé à la suite de la fusillade le 15 juillet 2021.

## Contexte
Peter R. de Vries était une personnalité de la télévision et le journaliste criminel le plus connu des Pays-Bas. Il a acquis une notoriété nationale avec son propre programme télévisé Peter R. de Vries: Crime Reporter (en). Tout au long de sa carrière, il a rapporté des affaires criminelles très médiatisées, telles que l'enlèvement de Freddy Heineken, la disparition de Natalee Holloway, le meurtre de Marianne Vaatstra (en), ainsi que d'autres affaires de meurtre, des scandales et des condamnations injustifiées.
Plus tard dans sa carrière, il est devenu l'une des figures les plus visibles de l'enquête journalistique sur des affaires classées aux Pays-Bas, comme la mort de Nicky Verstappen (en), dans laquelle il a soutenu la famille de la victime devant le tribunal. Il était également un invité fréquent dans des talk-shows et a commencé une courte carrière politique avec son propre parti politique. Un thème central dans son travail ultérieur était sa lutte contre (ce qu'il considérait comme) l'injustice.
En 2021, De Vries a soutenu le témoin héritier Nabil Bakkali dans le procès Marengo. Moins de deux ans plus tôt, l'avocat de Bakkali, Derk Wiersum, avait été assassiné (en) devant son domicile à Amsterdam.

## Réactions

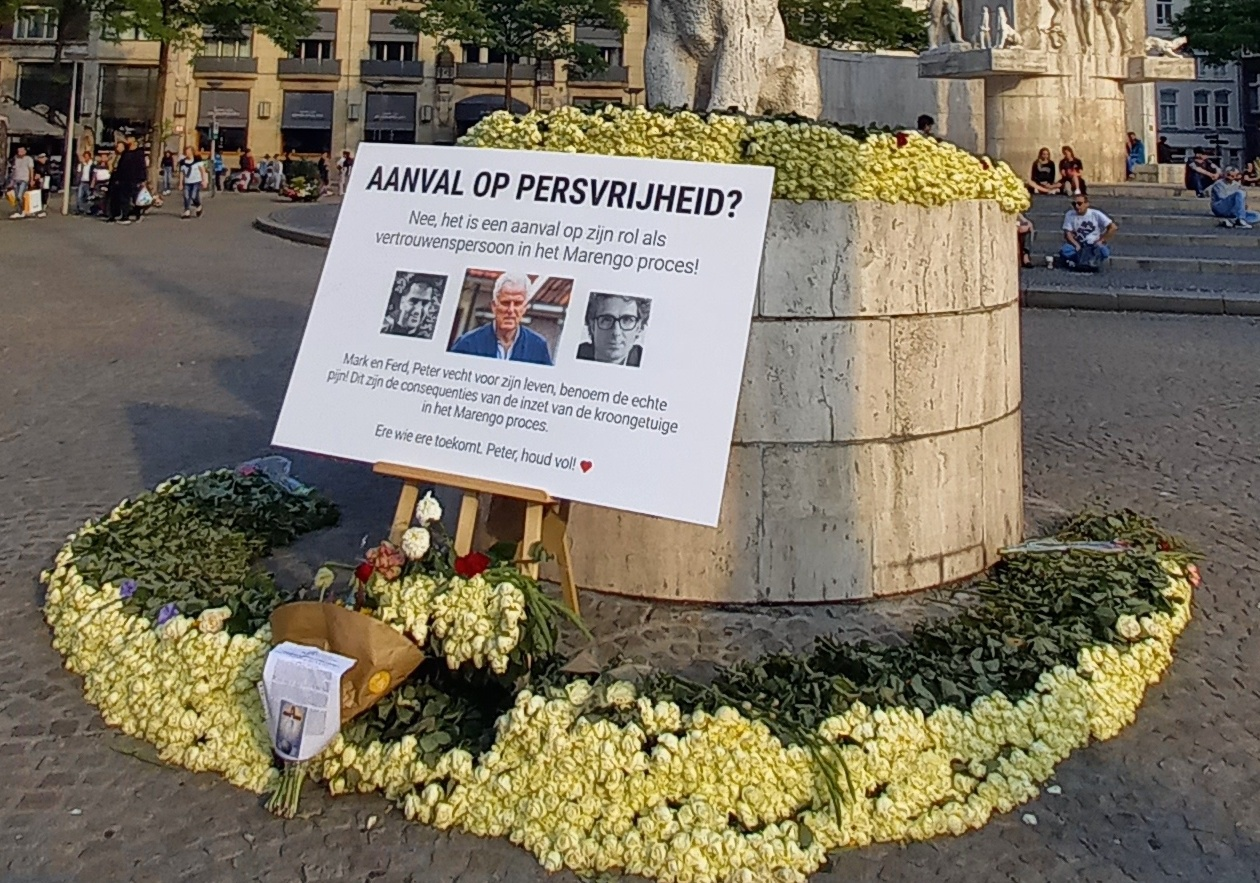
Fleurs à la place du Dam, à Amsterdam après la fusillade. Le texte dit "Attaque contre la liberté de la presse ? Non, une attaque contre son implication dans le procès Marengo !"

Le roi Willem-Alexander l'a qualifié d'attaque contre le journalisme et d'attaque contre le rechtsstaat (État de droit). Le soir de l'attentat, la maire d'Amsterdam Femke Halsema, le procureur général René de Beukelaer et le chef de la police Frank Paauw ont donné une conférence de presse. Halsema a parlé d'un "crime lâche brutal". Le Premier ministre Mark Rutte et le ministre de la Justice Ferdinand Grapperhaus ont également donné une conférence de presse. Rutte l'a qualifié d'attaque contre le journalisme libre. L'attaque "affecte les journalistes et nuit à notre société", selon Grapperhaus. L'Association néerlandaise des journalistes a déclaré : "Cela touche le journalisme en plein cœur." Ursula von der Leyen, présidente de la Commission européenne, a exprimé ses condoléances et a exprimé son soutien aux autorités néerlandaises pour traduire les auteurs en justice. Après la mort de De Vries, Rutte a déclaré que "Nous devons à Peter R. de Vries de veiller à ce que justice soit rendue". De nombreuses personnes ont réagi à l'attaque et à sa mort, y compris de nombreux membres de la seconde Chambre des États généraux et des membres du Parlement européen. Le journaliste criminel John van den Heuvel a déclaré que "[De Vries] restera toujours un exemple et une source d'inspiration".

## Enquête
La police néerlandaise a arrêté trois suspects le soir même. Deux suspects se trouvaient dans une voiture arrêtée sur l'autoroute A4 près de Leidschendam. La troisième personne a été libérée le lendemain et n'est plus un suspect. En date du 15 juillet, un polonais de 35 ans identifié comme Kamil E. est le conducteur présumé de la fuite, tandis qu'un néerlandais de 21 ans connu sous le nom de Delano G. est le tireur présumé. Les médias néerlandais ont rapporté que le tueur présumé est le neveu ou le cousin de l'un des hommes de main de Ridouan Taghi, connu comme étant une figure d'une organisation de la Mocro Maffia. Sept autres suspects ont été arrêtés par la suite. Les neuf accusés passent en jugement en juin 2024, pour « meurtre avec intention terroriste », car presque immédiatement après l’attaque, une vidéo a circulé sur les réseaux sociaux montrant M. De Vries grièvement blessé.Krystian M., Delano G. et Kamil E. sont condamnés à 28 ans de prison pour avoir tiré sur le journaliste et conduit la voiture utilisée pour leur fuite, un autre a été condamné à 26 ans de prison pour son rôle dans la planification du meurtre, trois autres hommes jugés complices se voient infliger des peines allant de 10 à 14 ans de prison.

## Sécurité
De Vries était fréquemment menacé, mais ne voulait ni police ni sécurité privée. Cependant, il y avait des critiques selon lesquelles il aurait pu être mieux protégé. Il avait un tatouage sur sa jambe avec sa devise "Sur le genou plié n'est aucun moyen d'être libre". Il a expliqué le tatouage comme "Cela signifie que nous ne sommes soumis à personne. Que personne ne peut nous dominer. Cela signifie que nous ne sommes jamais, jamais, l'esclave de qui que ce soit." Le ministre délégué Ferdinand Grapperhaus de la justice et de la sécurité a commandé une enquête indépendante sur la sécurité de De Vries.